# Craspedortha montana
Craspedortha montana là một loài bướm đêm thuộc họ Sphingidae. Nó được tìm thấy ở Vân Nam ở Trung Quốc và miền bắc Thái Lan.
Chiều dài cánh trước là 23-24.5 mm đối với con đực và có khoảng 27 mm đối với con cái. Nó gần giống loài Craspedortha porphyria porphyria nhưng phân biệt bằng các khoang đỏ-cam ở phía trên cánh và thân. Ở miền bắc Thái Lan, con trưởng thành được ghi nhận vào tháng 2 và tháng 7.